# Dagbani
Dagbani (o Dagbane), també conegut com a dagbanli i dagbanle (i fins i tot dagomba), és una llengua del grup Gur-Dagbnani parlada dins Ghana que és properament relacionat i mútuament comprensible amb les llengües mampelle i nanumba que són també parlades a la Regió del Nord, a Ghana. El dagbani és també similar a les altres llengües del mateix subgrup parlades en aquesta regió, el dagaare i el waala, parlades a la Regió Superior Occidental (Upper West) de Ghana, i a la llengua frafra, parlada a la regió Superior Oriental (Upper East) de Ghana.
Els seus parlants natius són calculats al voltant de 830.000 (2000). El dagbani és també àmpliament coneguda com a segona llengua a Ghana del Nord especialment entre tribus acèfales dominades pel Ya-Naa (rei) de Dagbon o dels dagombes. És un tema obligatori a primària i secundària en tot el regne Dagbon el qual cobreix la part oriental de la regió.

## Dialectes
El dagbani té dos dialectes principals: el dagbani oriental, centrat en la ciutat capital tradicional de Yendi, i el dagbani occidental, centrat en la capital administrativa de la Regió del Nord, Tamale. Els dialectes són tanmateix comprensibles mútuament i principalment consisteixen en vocals d'arrel diferent dins alguns lexemes, i pronunciacions o formes diferents d'alguns substantius, particularment aquells referits a flora local.

### Alfabet
| Un | b | ch | d | dz | e | ɛ | f | G | gb | ɣ | h | i | j | k | kp | l | m | n | ny | ŋ | o | ɔ | p | r | s | sh | t | u | w | y | z | ʒ | ' |